# Ford Rhein/Ruhr

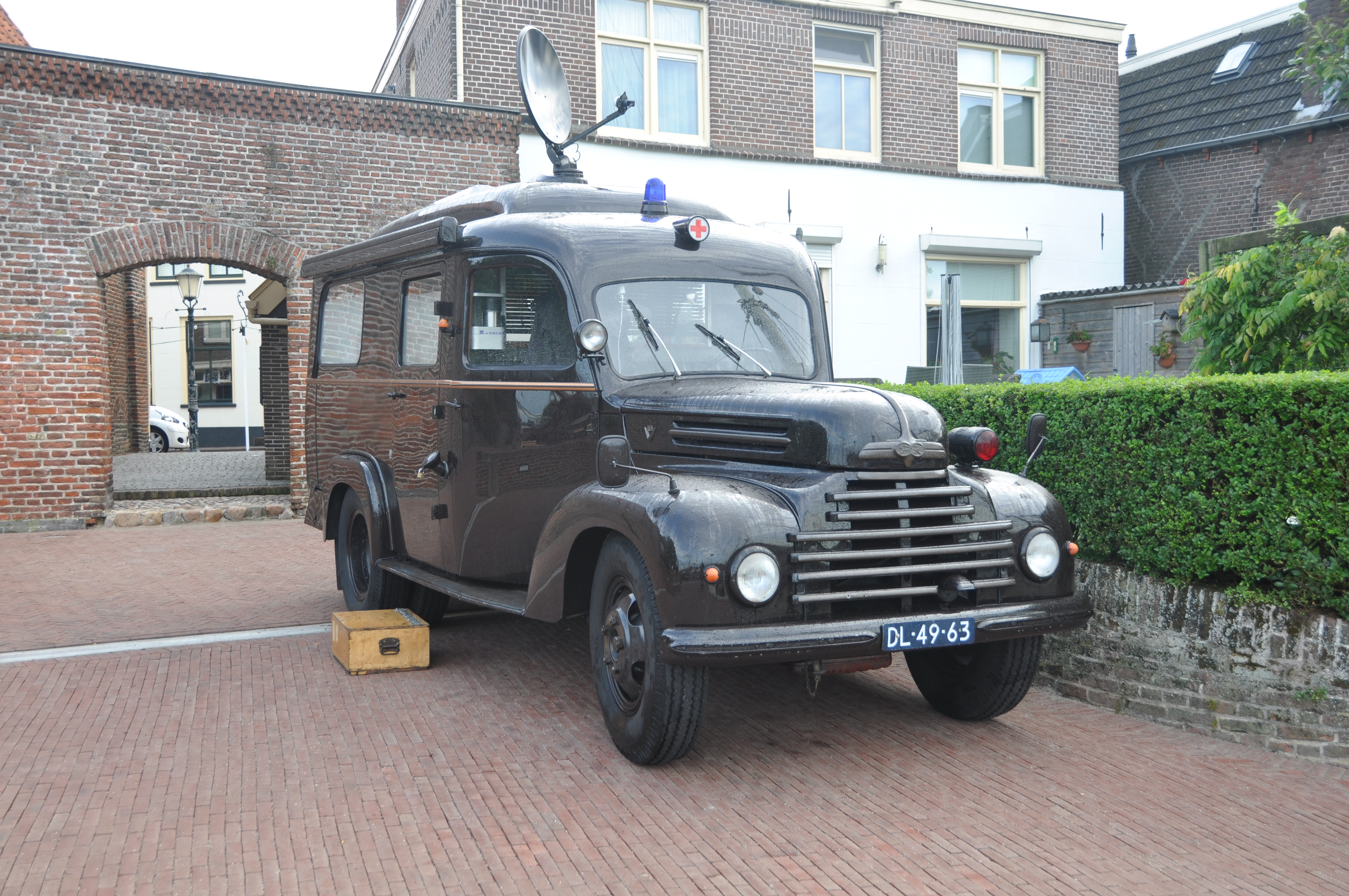
Ford Rhein (G398TS)

Ford Rhein/Ruhr — среднетоннажный грузовой автомобиль, выпускаемый компанией Ford Motor Company с 1948 по 1958 год. Пришёл на смену модели Ford V3000S.
Модель близка по габаритам к Ford V3000S. За всю историю производства автомобиль оснащался двигателями внутреннего сгорания объёмом 3285 см3, мощностью 52 л. с. По заказу также был доступен полный привод.
Автомобили Ford Ruhr поставлялись с завода с цельнометаллической серой кабиной водителя и бортовой платформой. До 1955 года на их базе также выпускались служебные автомобили Ford Rhein. Недостатки автомобилей — расход топлива более 17 литров на 100 км. Двигатели выпускались компанией Knorr-Bremse в Мюнхене.
Производство завершилось в 1958 году.